# Las Cruces Jail
Las Cruces Jail es el primer sencillo del álbum What the Toll Tells del dúo Two Gallants. Su versión en disco de vinilo de 7'' fue de edición limitada.
La letra de la canción habla del encierro de  Billy The Kid cerca de Las Cruces, Nuevo México.

## Lista de canciones
Disco de vinilo de 7''
Lado uno
- "Las Cruces Jail"

Lado dos
- "Long Summer Day (acústico)"